# Сан Сити Сентер (Флорида)
Сан Сити Сентер (енгл. Sun City Center) насељено је место без административног статуса у америчкој савезној држави Флорида.

## Демографија
По попису из 2010. године број становника је 19.258.
| Група             | 2000.    | 2010.          |
| Белци             | 0 (0,0%) | 17.968 (93,3%) |
| Афроамериканци    | 0 (0,0%) | 394 (2,0%)     |
| Азијати           | 0 (0,0%) | 170 (0,9%)     |
| Хиспаноамериканци | 0 (0,0%) | 614 (3,2%)     |
| Укупно            | 0        | 19.258         |